# عبد الله وبران
عبد الله وبران الرشيدي (مواليد 2 يوليو 1971-)، لاعب كرة قدم كويتي سابق.

## المسيرة الرياضية
كان يلعب في نادي التضامن الكويتي ، وبعدها انتقل إلى نادي العربي الكويتي لمدة موسم واحد، ثم عاد إلى نادي التضامن الكويتي، وفي موسم 2004/2005 عاد إلى نادي العربي الكويتي كما لعب لنادي الريان الرياضي القطري، وأعتزل كرة القدم في عام 2007 ، كما لعب مع منتخب الكويت لكرة القدم ، كما حصل علي جائزة أفضل لاعب بدورة الخليج الثالثه عشر - خليجي 13 مع المنتخب الكويتي، وتفرغ بعد الاعتزال للتحليل الرياضي في القنوات الرياضية الخليجية وبعض القنوات العربية.

## إنجازاته

### الجماعية
- المشاركة في أولمبياد برشلونة عام 1992م مع المنتخب الكويتي.
- تحقيق كأس الخليج عام 1996م مع المنتخب الكويتي.
- تحقيق كأس الخليج عام 1998م مع المنتخب الكويتي.
- تحقيق كأس الأمير عام 1996م مع نادي العربي الكويتي.
- تحقيق كأس أمير قطر عام 1999م مع نادي الريان القطري.
- تحقيق كأس الأمير عام 2005م مع نادي العربي الكويتي.
- تحقيق كأس الأمير عام 2006م مع نادي العربي الكويتي.

### الفردية
- أفضل لاعب في كأس الخليج عام 1996م.
- ثاني أفضل لاعب عربي عام 1996م.

## كأس الخليج

### كأس الخليج 1992
سجل هدف في مرمى منتخب الإمارات لكرة القدم.

### كأس الخليج 1996
سجل هدف في مرمى منتخب الإمارات لكرة القدم.

## روابط خارجية
- عبد الله وبران على موقع الاتحاد الدولي (مؤرشف)  (الإنجليزية)
- عبد الله وبران على موقع قاعدة بيانات كرة القدم.إي يو (الإنجليزية)
- عبد الله وبران على موقع ناشيونال فوتبول تيمز (الإنجليزية)
- عبد الله وبران على موقع عالم كرة القدم.نت (الإنجليزية)
- عبد الله وبران على موقع كووورة
- عبد الله وبران على موقع أوليمبيديا (الإنجليزية)